# (2965) Surikov
(2965) Surikov (1975 BX) – planetoida z pasa głównego asteroid okrążająca Słońce w ciągu 3,7 lat w średniej odległości 2,39 j.a. Odkryta 18 stycznia 1975 roku.